# Leghämoglobin

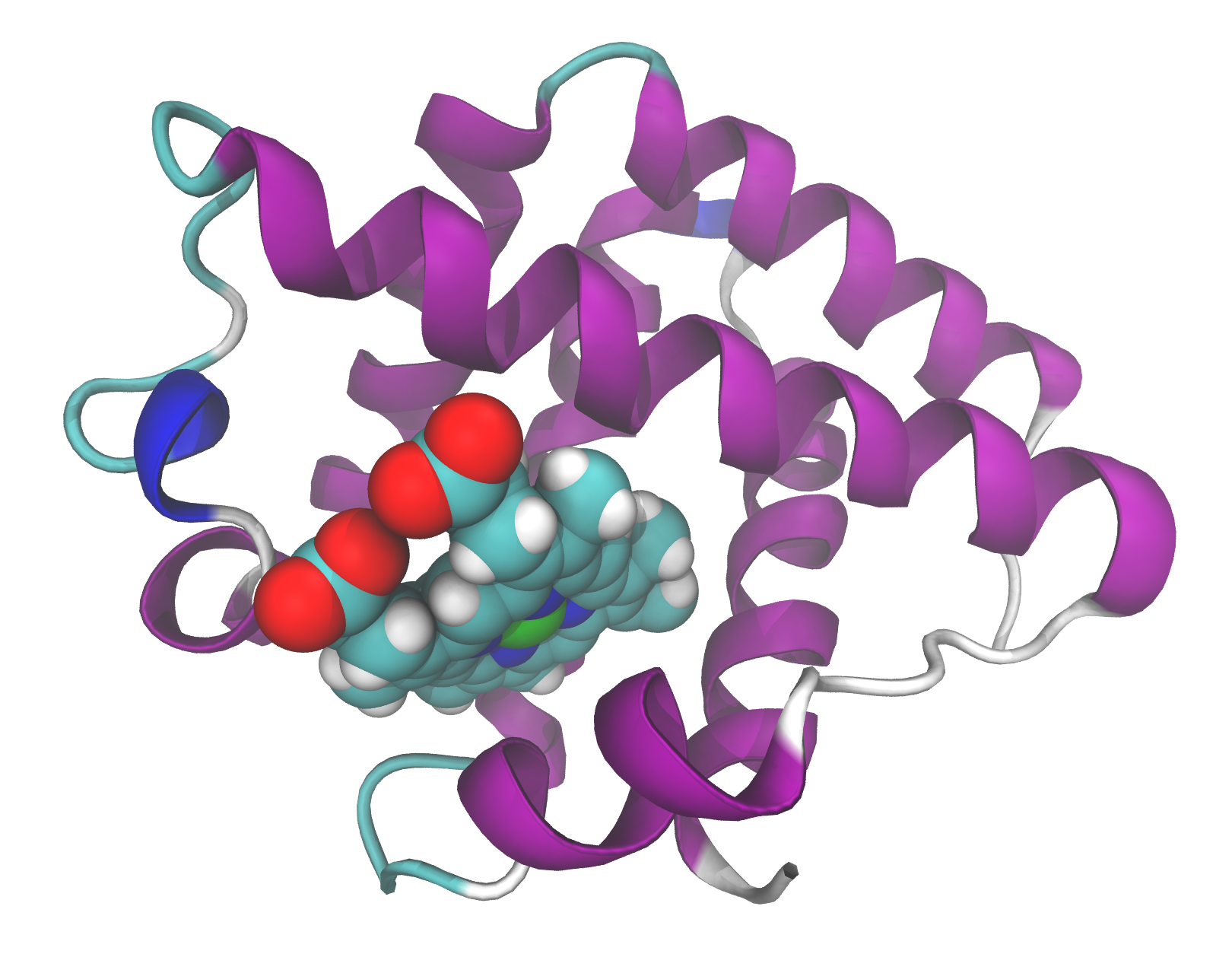
Bändermodell von Leghämoglobin a der Sojabohne (Glycine max), mit Häm als Kalotten, nach PDB.

Leghämoglobin sind Globine, die in den Stickstoff fixierenden Wurzelknöllchen der Hülsenfrüchtler (Leguminosen) vorkommen. Es werden mehrere paraloge Isoformen gebildet, die zwischen 145 und 150 Aminosäuren enthalten.

## Funktion
Infizieren Stickstoff fixierende Knöllchenbakterien eine Wurzel einer Pflanze, so regen sie diese dazu an, Leghämoglobin zu produzieren. Nicht infizierte Wurzelteile produzieren den Stoff nicht. Leghämoglobin ist evolutionsbiologisch sehr nahe verwandt mit Myoglobin und Hämoglobin und weist eine sehr ähnliche Tertiärstruktur auf. Es besitzt wie andere globuläre Hämproteine die Fähigkeit, Sauerstoff reversibel zu binden. Leghämoglobin sorgt dafür, dass in den Wurzelknöllchen eine sehr niedrige Konzentration an freiem Sauerstoff besteht. Dies ist essenziell wichtig für eine funktionierende Symbiose mit den Knöllchenbakterien. Der Nitrogenase-Komplex der Bakterien ist höchstgradig empfindlich gegenüber Sauerstoff, da dieser schon in geringen Konzentrationen den Komplex und somit die Stickstofffixierung inaktivieren kann.
Leghämoglobin hat eine ungefähr zehnmal so große Affinität zu Sauerstoff wie die β-Kette des menschlichen Hämoglobins. Dadurch ist die Sauerstoffkonzentration im pflanzlichen Gewebe und in den Bakterien niedrig genug, um die Nitrogenase nicht zu deaktivieren. Die Bakterien und das Pflanzengewebe können aber noch genug Sauerstoff für die Zellrespiration beziehen. Die Funktionsweise von Leghämoglobin ist somit direkt vergleichbar mit der des Hämoglobins.
Früher wurde angenommen, dass das gesamte Protein von der Pflanze synthetisiert wird. O’Brian et al. konnten jedoch zeigen, dass sowohl Pflanze als auch Bakterium an der Synthese des Proteins beteiligt sind. Die Pflanze produziert das Apoprotein, während das Bakterium das Häm synthetisiert. Andere Untersuchungen deuten sogar darauf hin, dass ein Teil des Globins von den Bakterien hergestellt wird.

## Evolutionärer Stammbaum
Analysen der Aminosäuren-Sequenz der Globine zeigt die Verwandtschaft von Leghämoglobin mit Myoglobin und Hämoglobin. Die erste Aufspaltung der Globine in die zwei Klassen Leghämoglobine und Hämoglobine fand vor etwa 800 Millionen Jahren statt.
|  |  |  |  |  |  | Leghämoglobin |  |           |  |              |  |  |  |  |  |
|  |  |  |  |  |  |               |  |           |  |              |  |  |  |  |  |
|  |  |  |  |  |  |               |  |           |  |              |  |  |  |  |  |
|  |  |  |  |  |  |               |  | Myoglobin |  |              |  |  |  |  |  |
|  |  |  |  |  |  |               |  |           |  |              |  |  |  |  |  |
|  |  |  |  |  |  |               |  |           |  |              |  |  |  |  |  |
|  |  |  |  |  |  |               |  |           |  | Hämoglobin α |  |  |  |  |  |
|  |  |  |  |  |  |               |  |           |  |              |  |  |  |  |  |
|  |  |  |  |  |  |               |  |           |  |              |  |  |  |  |  |
|  |  |  |  |  |  |               |  |           |  | Hämoglobin β |  |  |  |  |  |
|  |  |  |  |  |  |               |  |           |  |              |  |  |  |  |  |